# Бизмарк (Илиноис)
Бизмарк (енгл. Bismarck) град је у америчкој савезној држави Илиноис.

## Демографија
По попису из 2010. године број становника је 579, што је 37 (6,8%) становника више него 2000. године.
| Група             | 2000.       | 2010.       |
| Белци             | 540 (99,6%) | 572 (98,8%) |
| Афроамериканци    | 0 (0,0%)    | 0 (0,0%)    |
| Азијати           | 0 (0,0%)    | 1 (0,2%)    |
| Хиспаноамериканци | 0 (0,0%)    | 5 (0,9%)    |
| Укупно            | 542         | 579         |